# Le Bon Parti
 (octobre 2017).
Si vous disposez d'ouvrages ou d'articles de référence ou si vous connaissez des sites web de qualité traitant du thème abordé ici, merci de compléter l'article en donnant les références utiles à sa vérifiabilité et en les liant à la section « Notes et références ».
Le Bon Parti (turc : İyi Parti ou İYİ) est un parti politique turc, nationaliste et laïque fondée le 25 octobre 2017 par Meral Akşener avec des dissidents du Parti d'action nationaliste (MHP, extrême droite) et rejoints par des éléments de l'aile droitière du Parti républicain du peuple (CHP, kémaliste).
Ce mouvement a pour objet premier de trouver un champ d'expression politique à la droite conservatrice laïque, aux militants du MHP déçus de l'alliance de Devlet Bahçeli avec Recep Tayyip Erdoğan, à l'occasion du référendum constitutionnel du 16 avril 2017, ainsi qu'aux kémalistes du CHP désireux d'une confrontation plus frontale avec le pouvoir islamo-conservateur qu'incarne le Parti de la justice et du développement.

## Histoire

Logo jusqu'en 2020.

La date choisie pour l'élection présidentielle turque de 2018 et les élections législatives est le 24 juin, soit quatre jours avant que le Bon Parti soit autorisé à participer au scrutin, ce qui peut empêcher la formation d'y participer. Pour cette raison, dans le but de permettre au parti de participer malgré tout au scrutin, le 22 avril 2018, 15 députés du CHP décident de rejoindre le parti, qui peut ainsi former un groupe parlementaire après un accord entre les deux partis pour un transfert de députés.
La plupart des dirigeants du parti viennent du Parti d'action nationaliste (MHP).
Le 2 mai 2018, Le Bon Parti, le Parti républicain du peuple, le Parti de la félicité et le Parti démocrate annoncent la formation d'une coalition électorale, l'Alliance de la nation, pour les législatives.
Enfin, Meral Akşener, est la candidate du parti à l'élection présidentielle. Arrivée quatrième du scrutin, avec 7,29 % des voix, elle démissionne de la tête du parti le 22 juillet. Candidate unique, elle est réélue lors du congrès extraordinaire tenu le 12 août suivant.

## Idéologie
Le parti est décrit comme nationaliste, conservateur et kémaliste, le parti se déclare pour sa part comme centriste.
Pour Ahmet İnsel, les électeurs du Bon Parti sont des « nationalistes laïcs ».

### Programme
Comme décrit dans son programme officiel, les principaux objectifs du parti sont :
- Faire de la Turquie l'une des 10 premières économies du monde ;
- Augmenter le revenu national moyen à 14 500 dollars américain d'ici cinq ans ;
- Atteindre un âge moyen d'éducation de 11 ans ;
- Atteindre un taux d'alphabétisation de 100 % pour les femmes de moins de 40 ans dans les cinq ans ;
- Être parmi les 40 premiers pays de l'indice de prospérité Legatum dans les cinq ans ;
- Accueillir 50 millions de touristes étrangers qui dépenseraient en moyenne 1 000 dollars américains chacun, pour visiter la Turquie chaque année
- Retour au système parlementaire avec une nouvelle constitution dans la première année ;
- Créer une loi sur les partis politiques démocratiques au cours de la première année ;
- Atteindre 150 000 hectares de plantations par an et lutter contre l'érosion ;
- Être parmi les 20 premiers pays au classement mondial de l'éducation PISA ;
- Réduire le taux de chômage à 8 % d'ici cinq ans ;
- Parvenir à la quatrième révolution industrielle et mettre en œuvre l'industrie 4.0 ;
- Diffuser « l'énergie positive des femmes et des jeunes » dans la société ;
- Mettre immédiatement en œuvre les normes de l'Union européenne en matière de liberté de la presse ;
- Rendre les passeports turcs « précieux et réputés ».

## Résultats électoraux

### Élections législatives
| Année | Voix      | %    | Rang | Sièges   | Gouvernement |
| ----- | --------- | ---- | ---- | -------- | ------------ |
| 2018  | 4 990 710 | 9,96 | 5e   | 43 / 600 | Opposition   |
| 2023  | 5 272 502 | 9,68 | 4e   | 43 / 600 | Opposition   |

### Élection présidentielle
| Année | Candidat      | 1er tour  | 1er tour | 1er tour | 2d tour | 2d tour | 2d tour |
| Année | Candidat      | Voix      | %        | Rang     | Voix    | %       | Rang    |
| ----- | ------------- | --------- | -------- | -------- | ------- | ------- | ------- |
| 2018  | Meral Akşener | 3 649 253 | 7,29     | 4e       |         |         |         |